# Ary Scheffer
Ary Scheffer (ur. 10 lutego 1795 w Dordrechcie, zm. 15 czerwca 1858 w Argenteuil) – francuski malarz, rytownik i ilustrator pochodzenia holenderskiego, autor wielu portretów Fryderyka Chopina.

## Życiorys
Pochodził z rodziny o tradycjach artystycznych, jego rodzice, ojciec matki i brat Henry także byli malarzami. Rodzina mieszkała od 1797 w Hadze i w latach 1808–1810 w Amsterdamie. Po śmierci ojca wyjechał z matką do Paryża i rozpoczął studia malarskie w pracowni barona Guérina i pod wpływem Théodore’a Géricaulta i Eugène’a Delacroixa zainteresował się tematyką romantyczną. Debiutował w 1819 w paryskim Salonie obrazem Ofiara mieszczan z Calais.
Ary Scheffer malował początkowo sceny z wyzwoleńczych walk Greków z Turkami, później poruszał tematy zaczerpnięte z literatury i pochodzące m.in. z utworów Johanna Wolfganga von Goethego, Friedricha Schillera, George’a Gordona Byrona i Waltera Scotta. Poruszał również tematykę religijną i zajmował się malarstwem portretowym. Wśród osobistości portretowanych przez niego byli Fryderyk Chopin, Ferenc Liszt, Marie Joseph de La Fayette, Alphonse de Lamartine, Charles Dickens, Charles-Maurice de Talleyrand-Périgord, księżna żagańska Dorota de Talleyrand-Périgord i królowa Maria Amelia Burbon-Sycylijska.
Elżbieta Krasińska
Malarz był zaprzyjaźniony z Zygmuntem Krasińskim, w 1846 wykonał portrety jego żony, Elizy Branickiej, jak i kochanki Delfiny Potockiej. Jeden uczniów Scheffera, Frédéric-Auguste Bartholdi (1834–1904), zaprojektował Statuę Wolności w Nowym Jorku.
Artysta wypracował styl łączący romantyczną uczuciowość z klasycyzmem formy, jego dzieła odznaczają się sentymentalizmem i melodramatyczną wzniosłością.
Po śmierci znaczna część dorobku Scheffera została zgromadzona w muzeum jego imienia w Dordrechcie. W paryskiej pracowni malarza przy rue Chaptal powstało Muzeum Romantyzmu (Musée de la Vie Romantique).
Jedna z ulic w 16. dzielnicy Paryża nosi od 1864 roku imię Ary Scheffera (Rue Scheffer).

## Galeria

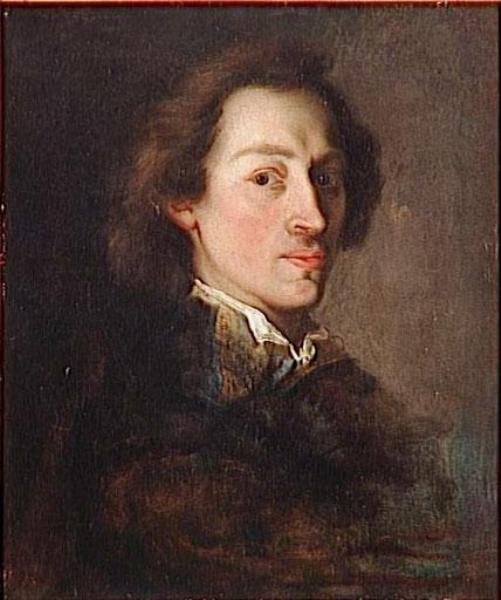
Portret Chopina
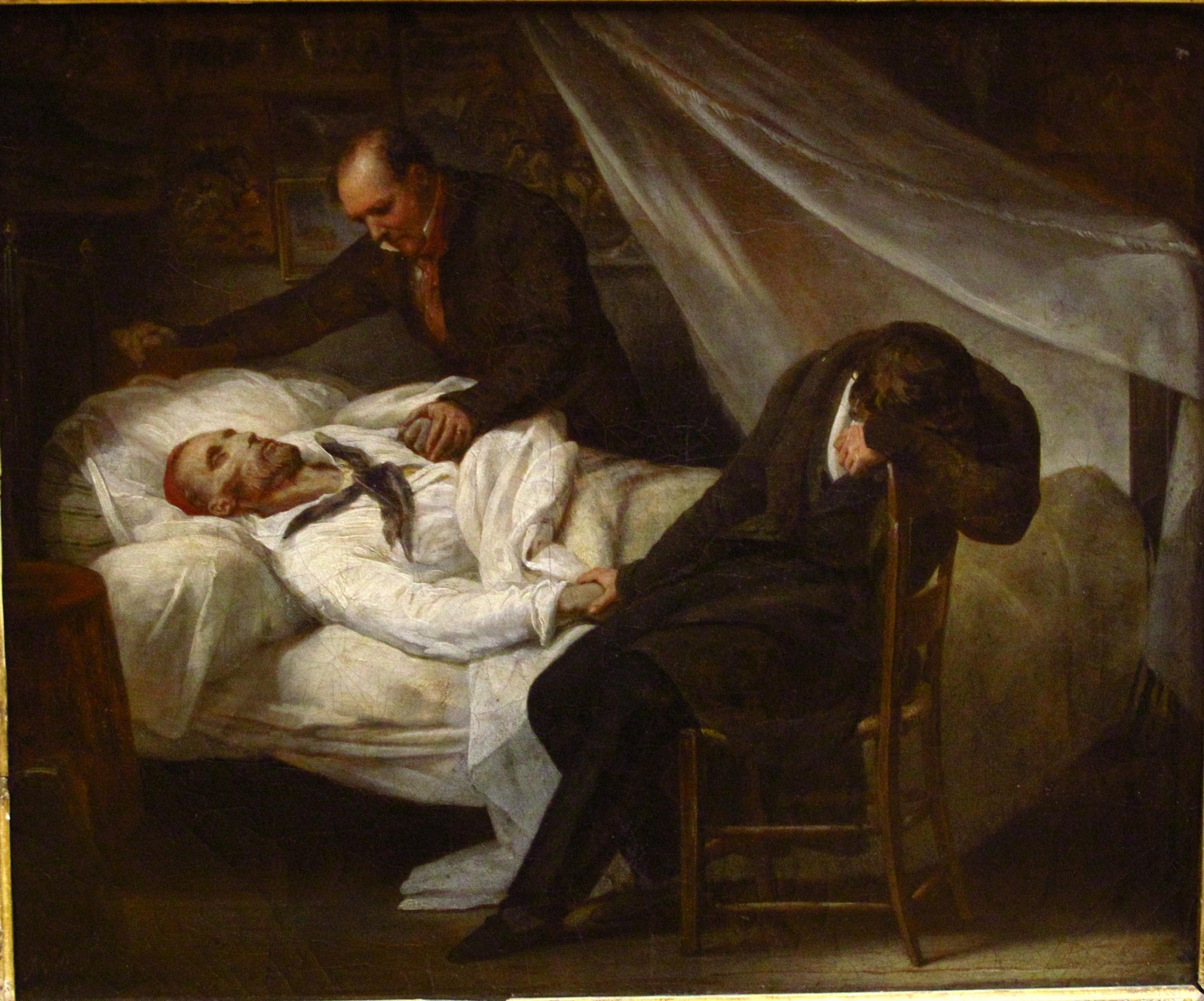
Śmierć Géricaulta, 1824
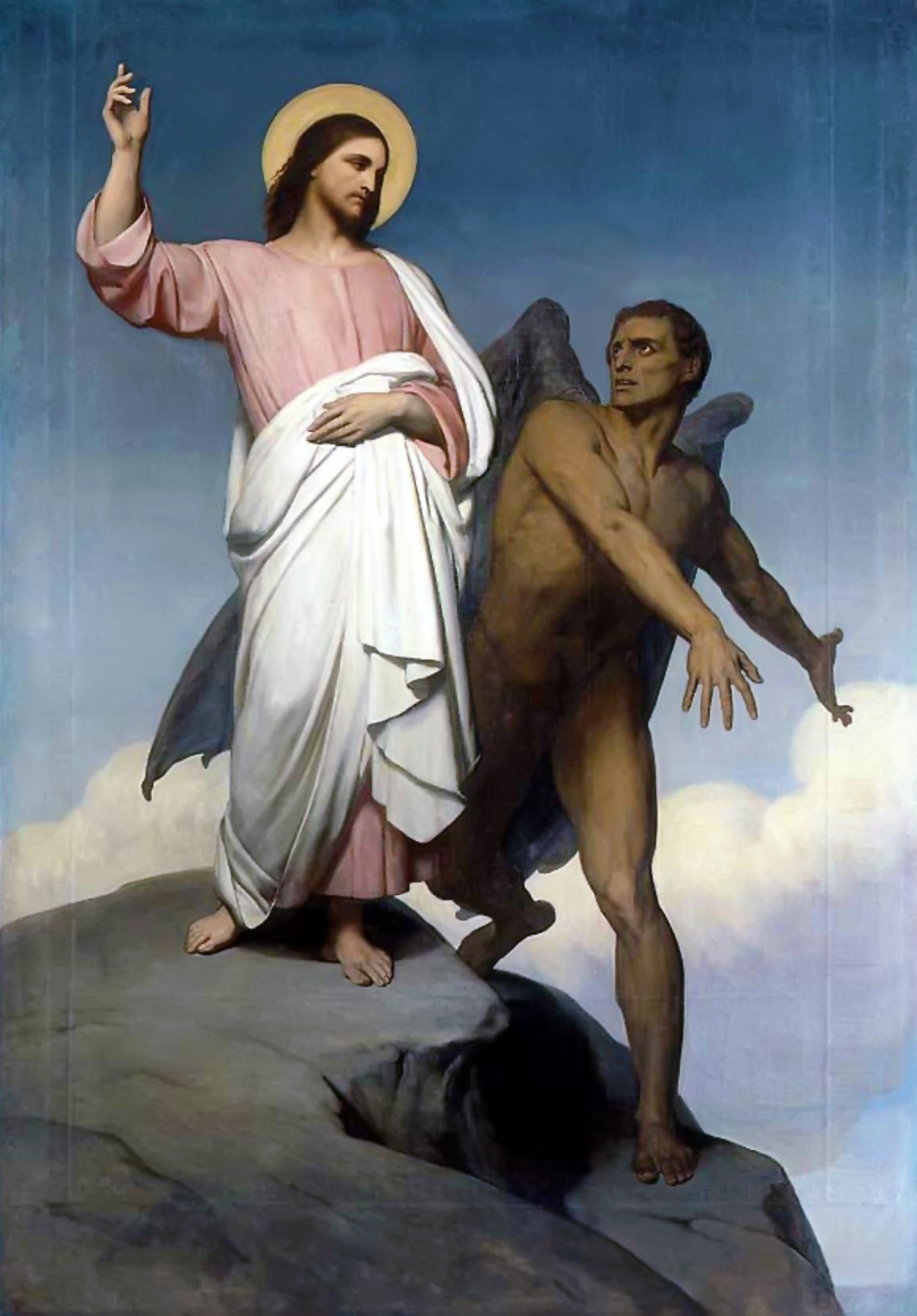
Kuszenie Chrystusa, 1854
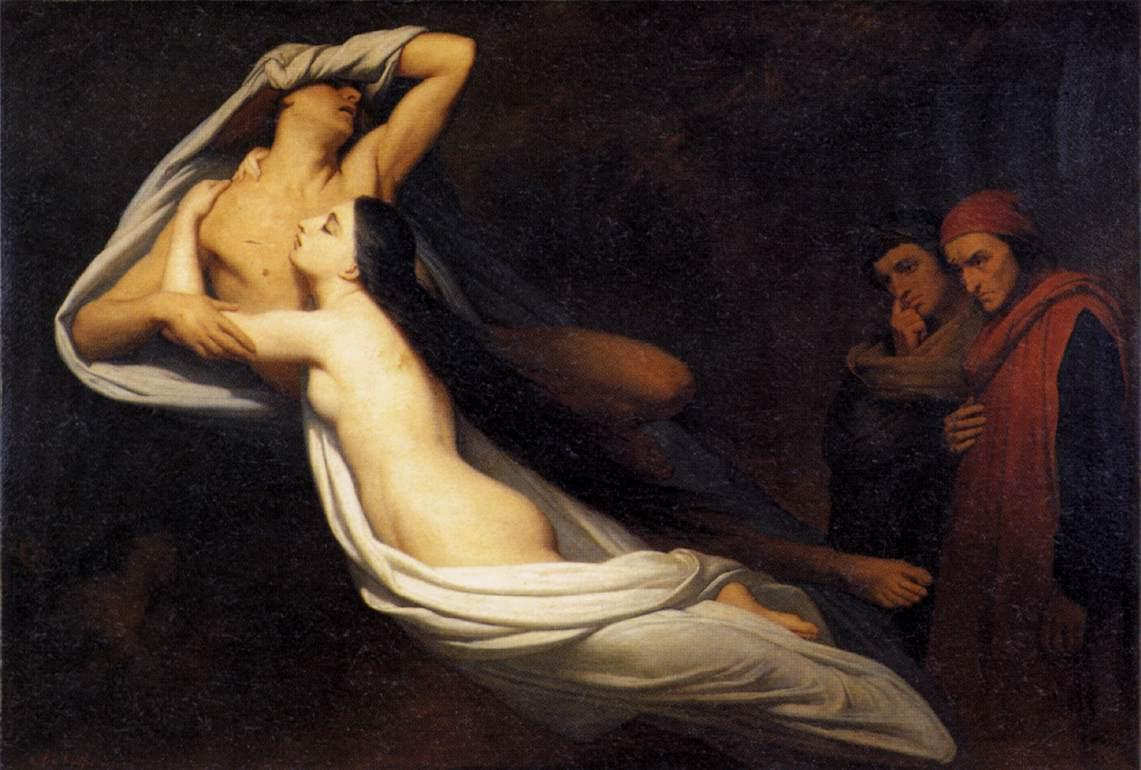
Cienie Franceski z Rimini i Paola Malatesty ukazują się Dantemu i Wergiliuszowi, 1855